# Episcopia Ortodoxă a Dubăsarilor și a toată Transnistria
Episcopia Ortodoxa a Dubăsarilor și a toată Transnistria este o eparhie a Bisericii Ortodoxe Române, sufragană a Mitropoliei Basarabiei. Este considerată continuatoare a Misiunii Ortodoxe Române din Transnistria. Are sediul în orașul Dubăsari (Republica Moldova) și este vacantă.  

## Reactivarea
Mitropolitul Basarabiei, Petru Păduraru, în calitatea sa de Exarh al Plaiurilor a decis reactivarea Misiunii Ortodoxe Române din Transnistria, la 25 noiembrie 2004. Actul de reactivare are următorul cuprins: "Noi, PETRU, prin harul lui Dumnezeu Arhiepiscop al Chișinăului, Mitropolit al Basarabiei și Exarh al Plaiurilor, Președinte al Sinodului Mitropoliei Basarabiei, în numele Sfintei și celei de o ființă și nedespărțitei Treimi: a Tatălui și a Fiului, și a Sfântului Duh, ținând cont de vechimea creștinismului ortodox la frații noștri români de dincolo de Nistru, care de la începuturile Mitropoliei Moldovei și Sucevei s-au aflat sute de ani sub părinteasca ei oblăduire, iar în alte timpuri și sub oblăduirea Episcopiei Hușilor și a Mitropoliei Brăilei, reactivăm astăzi, 25 noiembrie 2004, vechea Misiune Ortodoxă Română din Transnistria, cu titulatura canonică de Episcopia Ortodoxă a Dubăsarilor și a toată Transnistria, ca parte componentă a Mitropoliei Basarabiei reactivate la 14 septembrie 1992 și înregistrate la Serviciul de Stat pentru problemele Cultelor de pe lângă Guvernul Republicii Moldova prin ordinul nr. 1651 din 30 iulie, anul 2002. (...) Binecuvântăm și aprobăm Statutul Episcopiei Ortodoxe a Dubăsarilor și a toată Transnistria, Statut care va fi prezentat autorității competente a Republicii Moldova în vederea înregistrării Episcopiei și obținerii de personalitate juridică conform legilor țării. Rânduim ca Episcopia Ortodoxă a Dubăsarilor și a toată Transnistria să folosească, potrivit tradiției heraldice a Bisericii noastre, stema istorică a Misiunii Ortodoxe Române din Transnistria, care a funcționat până în anul 1944. Confirmăm, de asemenea, dreptul Episcopiei Ortodoxe a Dubăsarilor și a toată Transnistria de a-și reactiva și înregistra în ordinea stabilită vechile sale structuri și așezăminte, spre binele fraților noștri ortodocși, clerici și mireni, de pe acele Plaiuri binecuvântate ale Moldovei de la Nistru."
Autoritățile guvernamentale ale Republicii Moldova au înregistrat oficial Episcopia Ortodoxă a Dubăsarilor și a toată Transnistria, ca eparhie istorică sufragană a Mitropoliei Basarabiei, eliberându-i în acest sens un certificat prin care i se atestă personalitatea juridică moldoveană. 